# Musha (Egypte)
Musha (Arabisch: موشا) is een dorp in het Egyptische gouvernement Asioet.
In Musha werden de broers Said en Mohammed Qutb geboren, beiden lid van de Moslimbroederschap. Ook de dichter Bakr Musa is in Musha geboren.

## Geboren
- Said Qutb: islamistische ideoloog
- Mohammed Qutb: docent en auteur